# 艾丽华
艾丽华（1964年9月—），女，蒙古族，内蒙古翁牛特旗人，中华人民共和国政治人物。内蒙古民族师范学院政史系毕业。

## 生平
1986年6月加入中国共产党。1987年7月参加工作。曾任乌兰察布盟（现乌兰察布市）行署副盟长，中共乌盟盟委委员、宣传部部长，中共乌兰察布市市委常委、市纪委书记，内蒙古广播电影电视局党组书记、局长等职。2015年1月，任中共乌海市委副书记、市长。2016年4月，任乌兰察布市副市长、代市长、市长。2016年10月，任中共乌兰察布市委书记。2017年3月，任内蒙古自治区人民政府副主席。
2023年1月，当选为内蒙古自治区人大常委会副主任。